# Monte Orsaro
Il Monte Orsaro è una montagna dell'Appennino Tosco-Emiliano alta 1.831 m sul livello del mare. Il nome sembrerebbe derivare dalla presenza di orsi su tale tratto dell'appennino sin verso la metà del XVII secolo; le cronache locali narrano che l'ultimo esemplare di orso fu catturato e ucciso alla fine del XVII secolo.

## Geografia
La vetta della montagna è ubicata al confine tra Emilia e Toscana, tra i comuni di Corniglio, (Parma), e Pontremoli, (Massa-Carrara). Sul lato emiliano il complesso montuoso è inserito nel contesto del Parco Nazionale dell'Appennino Tosco-Emiliano.

## La montagna e i percorsi
Il versante lunigianese della montagna è roccioso e scosceso, non prestandosi affatto a scalate agevoli. Il versante emiliano è invece più abbordabile e permette di raggiungere la vetta partendo dal Rifugio Mariotti nei pressi del lago Santo, bacino lacustre raggiungibile da località Lagdei e ubicato alla base del Monte Orsaro e del Monte Marmagna.
Il complesso del Monte Orsaro si caratterizza per la presenza di altre due cime limitrofe: il Monte Fosco (1.680 m) e il Monte Braiola (1.821 m).
Il monte Orsaro campeggia con la sua imponente mole sulla città di Pontremoli, sul vicino Passo di Cirone (1.255 m) e sul Passo della Cisa (1.041 m).
Dalla sua cima è possibile ammirare tutta la Lunigiana e la valle della Magra, nonché le monumentali Alpi Apuane.
Anche l'occhio inesperto è in grado di individuare il monte Orsaro trattandosi della prima montagna di un certo tenore, posizionata a est di Pontremoli, che si staglia nettamente sull'orizzonte rispetto alle basse cime dell'Appennino ligure.

## La flora
La flora che si può osservare alle pendici della montagna è molto caratteristica. Vi si può trovare la malva alcea, il timo, il serpillo, la genziana blu, la dulcamara.

## Curiosità
Il nome della Stazione parmense del Corpo Nazionale di Soccorso Alpino e Speleologico è proprio "Monte Orsaro".